# Грецька національна туристична організація

Логотип із девізом організації: «Greece: The true experience»

Грецька національна туристична організація, або ГНТО (грец. Ελληνικός Οργανισμός Τουρισμού, ΕΟΤ, англ. Greek National Tourism Organization, GNTO) — державний орган у веденні Міністерства культури і туризму Греції. Чинний президент Грецької національної організації з туризму — Ніколаос Канеллопулос.

## Історія
Грецька національна організація туризму вперше була заснована в 1927 році і відновлена в 1950 році Законом про надзвичайний стан 1565/50. Хоча туризм в Греції підпадає під компетенцію різних міністерств, 1950 року ГНТО стала провідним важелем Грецької держави у секторі туризму. ГНТО складається з головного офісу, розташованого в Афінах і регіональних департаментів з туризму.
В період з 1957 по 1967 рік ГНТО реалізовувала загальнонаціональну програму спорудження готелів «Ксенія». Керували проектувальними та будівельними роботами архітектори Аріс Константінідіс та Хараламбос Сфаеллос.
2011 року у зв'язку зі скороченням фінансування ГНТО закрила 9 офісів за кордоном в містах Торонто, Берлін, Гамбург, Мюнхен, Цюрих, Рим, Шанхай, Копенгаген і Гельсінки.